# ایبافا
ایبافا (به مجاری: Ibafa) یک شهرداری در مجارستان است که در ناحیهٔ سیگت‌وار واقع شده‌است. ایبافا ۲۹٫۳۰ کیلومتر مربع مساحت و ۲۵۰ نفر جمعیت دارد.